# چهاربرج (اسفراین)
چهاربرج روستایی در دهستان دامنکوه بخش مرکزی شهرستان اسفراین استان خراسان شمالی ایران است. این روستا در جنوب شهرستان بجنورد و در غرب شهرستان اسفراین قرار گرفته است.

## شیوع بالای نابینایی مادرزادی
شیوع بالای نابینایی مادرزادی همراه با تکامل معیوب ساختار چشم در اهالی روستای چهاربرج شهر اسفراین، محققان را به بررسی عوامل ژنتیکی مسئول این وضعیت تشویق نمود. داده‌های آسیب‌شناسی بافتی و تعیین HLA اشاره دارند که این بیماری در چهاربرج از الگوی اتوزومی نهفته (اتوزومی مغلوب) تبعیت می‌کند.
بررسی خاکشور و همکارانش که نتایج آن در سال ۲۰۱۲ در نشریه سازمان بهداشت جهانی (WHO) منتشر گردید نشان داد شیوع نابینایی مادرزادی در این روستا ۱٫۱ درصد (یعنی ۱۱ نفر در ۱۰۰۰ نفر) و فراوانی افراد ناقل ۲۰ درصد بوده است که نسبت به آمارهای جهانی نابینایی مادرزادی (در بالاترین حد ۱ نفر در ۱۰۰۰ نفر) بسیار بالاتر است.
جمعیت روستا شامل کرد‌های کوچانده شده در قرن‌های گذشته از استان کردستان در غرب ایران هستند. در مطالعه انجام شده توسط قیاسوند و همکاران که نتایج آن در سال ۱۹۹۸ در ژورنال آمریکایی ژنتیک پزشکی منتشر شد از تعداد ۱۸۵۷ نفر جمعیت روستای اصلی ۲۱ نفر به نابینایی مبتلا بودند. طبق بررسی‌های ژنتیکی انجام شده بیماران مبتلا به بیماری عدم چسبندگی مادرزادی غیرسندرمی شبکیه (NCRNA) بودند و این بیماری توارث اتوزومی مغلوب دارد. قیاسوند و همکارانش اثبات می‌کنند که شیوع بالای نابینایی در این جمعیت خاص صرفاً ناشی از درون همسری (Inbreeding) نبوده بلکه نرخ بالای تواتر اَلل بیماری ناشی از جهش‌های ژنی در این افراد نیز مزید بر علت می‌باشد.
در سال ۱۳۹۲ روستای اصلی با جمعیت ۲۱۴۷ نفر تعداد ۳۲ نفر نابینا داشت.

## شایعات
در طی نیم قرن اخیر برخی از کودکان به دلایل نامشخص نابینا یا معلول متولد می‌شدند که از ۱۳۸۹ تا کنون دیگر این اتفاق رخ نمی‌دهد و اکثر کودکان سالم متولد می‌شوند و شایعاتی که در مورد این روستا گفته می‌شود فقط بزرگ نمایی است.

## جمعیت
بر پایه سرشماری عمومی نفوس و مسکن در سال ۱۳۹۵ جمعیت این روستا ۱۹۹۹ نفر (۶۴۱خانوار) بوده است.